# Jurassic Park (franchise)

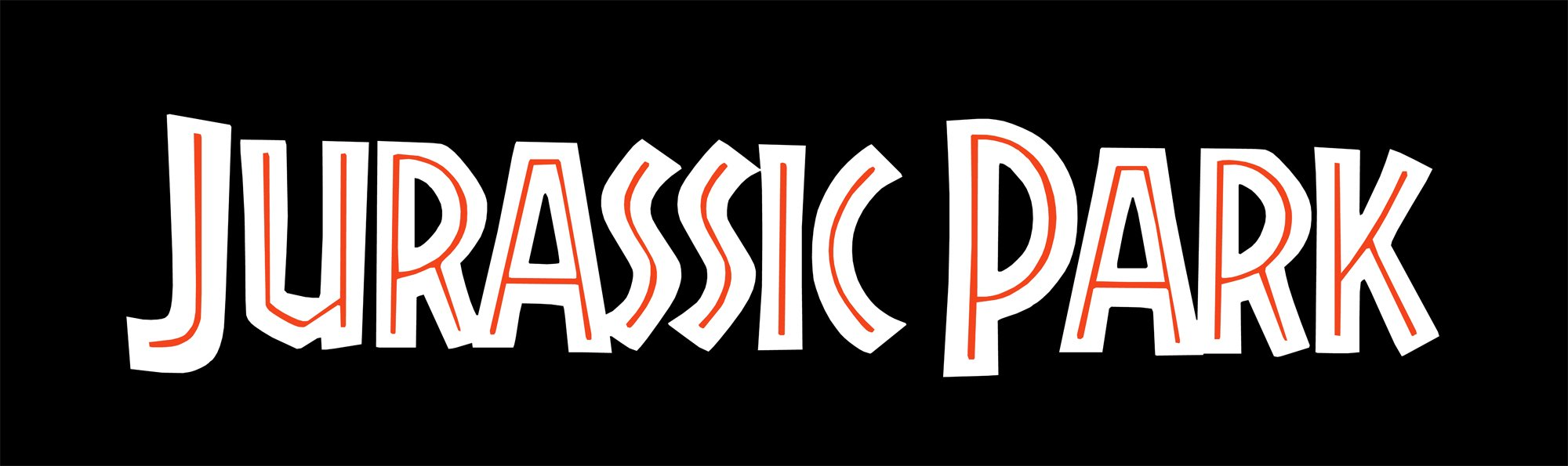
Logo del franchise

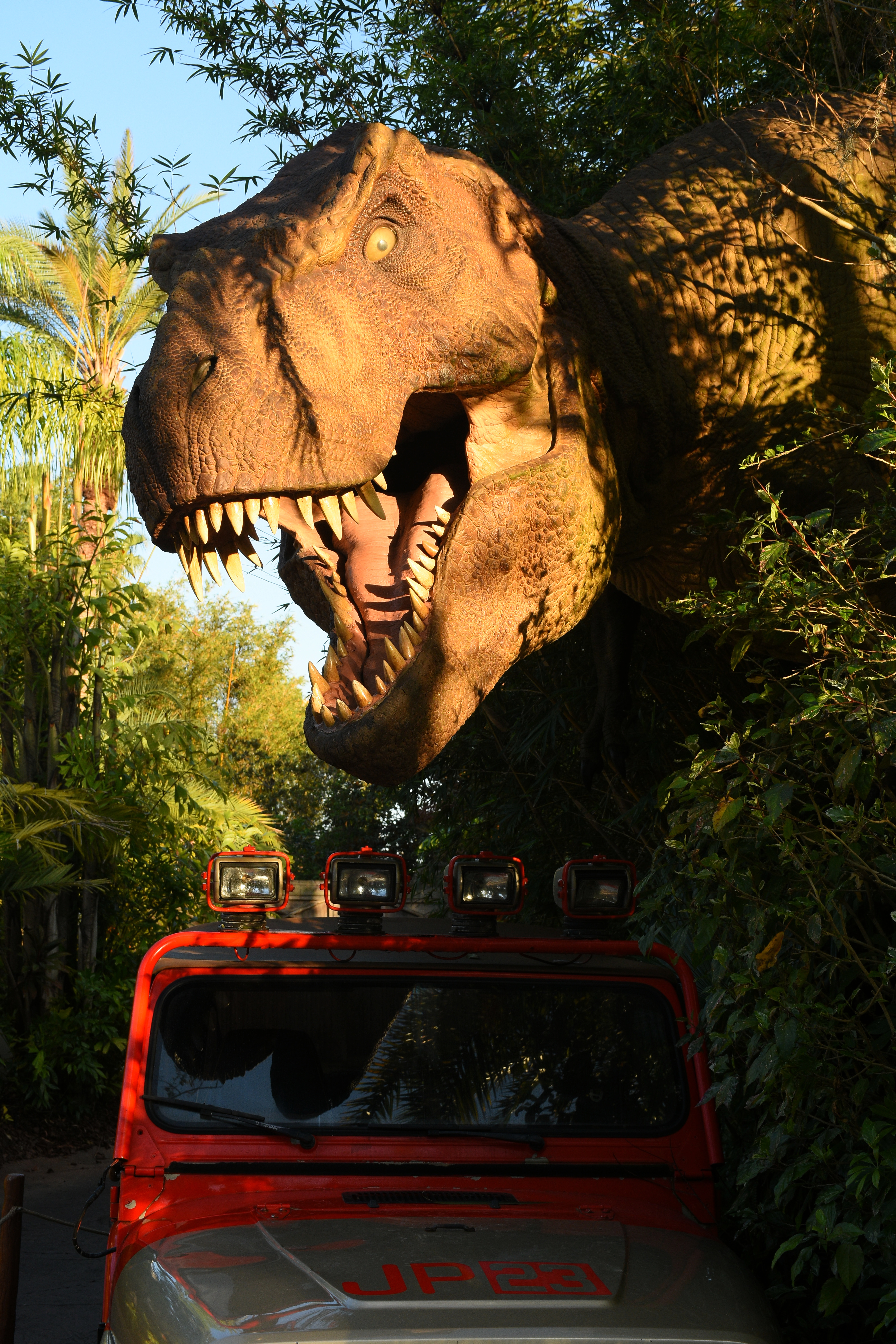
Il T. rex Rexy, dinosauro icona del franchise

Jurassic Park, successivamente conosciuto anche come Jurassic World, è un media franchise nato nel 1993 con l'uscita nelle sale cinematografiche del film Jurassic Park basato sull'omonimo romanzo fantascientifico di Michael Crichton pubblicato nel 1990. Il film è stato selezionato nel 2018 per la conservazione nel National Film Registry dalla Biblioteca del congresso degli Stati Uniti d'America come "culturalmente, storicamente o esteticamente significativo". Il romanzo successivo, Il mondo perduto, pubblicato nel 1995, è stato seguito nel 1997 dall'omonimo adattamento cinematografico, a cui è seguito un altro titolo della serie di Jurassic Park e quattro successivi film della serie Jurassic World, nessuno dei quali basato sui romanzi di Crichton, ma sono presenti comunque delle analogie con questi ultimi.

## Sviluppo
Nel 1990, lo scrittore Michael Crichton pubblica Jurassic Park, un romanzo fantascientifico che presto si rivela essere il best seller dell'anno. Alla ricerca di un progetto lucroso, gli Universal Studios acquisiscono i diritti dell'opera su consiglio di Steven Spielberg.
Prima della pubblicazione del romanzo, Crichton si accordò con gli Studios sulla sua parcella, con 1,5 milioni di dollari per i diritti e un ulteriore versamento sugli incassi. In contemporanea all'avvicinamento degli Studios, Crichton venne contattato dalla Warner Bros., Columbia Pictures e 20th Century Fox.
La Universal riuscì comunque a ottenere i diritti grazie all'aiuto di Spielberg, e Crichton venne stipendiato di 500 mila dollari per scrivere un abbozzo di sceneggiatura da cui partire. L'incredibile successo che ottenne il film lo posizionò ai primi posti nella classifica delle pellicole che hanno incassato di più nella storia del cinema e aiutò lo studio cinematografico a risanare i conti in bilancio salvandolo da un sicuro fallimento.
Sull'onda del successo di Jurassic Park, gli Studios fecero pressione su Crichton affinché egli lavorasse su un nuovo romanzo o una sceneggiatura per il cinema, ma lo scrittore venne convinto solo da Spielberg. Al secondo film venne avvicinato Joe Johnston, che però trovò posto come regista solo al terzo film.

## Romanzi

### Universo letterario
- Jurassic Park, romanzo del 1990 scritto da Michael Crichton.
- Il mondo perduto (The Lost World), romanzo del 1995 scritto da Michael Crichton.

### Universo cinematografico

#### Novelization
- Jurassic Park (Jurassic Park: The Junior Novelization), romanzo per ragazzi del 1993, adattamento del film Jurassic Park, scritto da Gail Herman.
- Il mondo perduto - Jurassic Park (Site B: The Junior Novelization), romanzo per ragazzi del 1997, adattamento del film Il mondo perduto - Jurassic Park, scritto da Gail Herman.
- Jurassic Park III (Jurassic Park III), romanzo per ragazzi del 2001, adattamento del film Jurassic Park III, scritto da Scott Ciencin.
- Jurassic World, (Jurassic World: The Junior Novelization) romanzo per ragazzi del 2015, adattamento del film Jurassic World, scritto da David Lewman.
- Jurassic World - Il regno distrutto, (Jurassic World - The Fallen Kingdom: The Junior Novelization) romanzo per ragazzi del 2018, adattamento del film Jurassic World - Il regno distrutto, scritto da David Lewman.
- Jurassic World - Nuove avventure, serie di quattro romanzi per ragazzi del 2021 che adattano le prime quattro stagioni dell'omonima serie animata, scritta da Steve Behling.
- Jurassic World - Il dominio, (Jurassic World: Dominion - The Junior Novelization) romanzo per ragazzi del 2022, adattamento del film Jurassic World - Il dominio, scritto da David Lewman.

#### Spin-off
- Jurassic Park Adventures, trilogia spin-off scritta da Scott Ciencin tra il 2001 e il 2002, collegati a Jurassic Park III: il primo, Jurassic Park Adventures: Survivor, descrive in dettaglio le otto settimane che il giovane Eric Kirby ha trascorso da solo su Isla Sorna; il secondo, Jurassic Park Adventures: Prey, vede Eric e Alan Grant che tornano a Isla Sorna per salvare un gruppo di cineasti adolescenti; il terzo, Jurassic Park Adventures: Flyers, ha come protagonisti nuovamente Eric e Alan Grant che riportano a Isla Sorna lo stormo di Pteranodon fuggiti alla fine del terzo film, dopo che si sono stabiliti in un parco a tema degli Universal Studios.
- The Evolution of Claire,[10] romanzo del 2018 scritto da Tess Sharpe. La storia è basata sulla trilogia di Jurassic World ed è stato pubblicato nel 2018 in concomitanza con l'uscita di Jurassic World - Il regno distrutto. È uno spin-off ambientato nel 2004, prima dell'apertura del parco a tema Jurassic World. Il romanzo parla della matricola universitaria Claire Dearing durante il suo tirocinio estivo al parco.[11]
- Jurassic World: Maisie Lockwood Adventures 1: Off the Grid e Jurassic World: Maisie Lockwood Adventures 2: The Yosemite Six, serie di romanzi per ragazzi del 2022 scritta da Tess Sharpe, incentrata sul personaggio di Maisie Lockwood e ambientata tra Jurassic World: il regno distrutto e Jurassic World - Il dominio.

## Film
| Film                                | Data di uscita USA        | Regia                     | Sceneggiatura                                              | Soggetto                                   | Produttori                                     |
| Trilogia di Jurassic Park           | Trilogia di Jurassic Park | Trilogia di Jurassic Park | Trilogia di Jurassic Park                                  | Trilogia di Jurassic Park                  | Trilogia di Jurassic Park                      |
| ----------------------------------- | ------------------------- | ------------------------- | ---------------------------------------------------------- | ------------------------------------------ | ---------------------------------------------- |
| Jurassic Park                       | 11 giugno 1993            | Steven Spielberg          | Michael Crichton, David Koepp                              | Michael Crichton, David Koepp              | Gerald Molen, Kathleen Kennedy                 |
| Il mondo perduto - Jurassic Park    | 23 maggio 1997            | Steven Spielberg          | David Koepp                                                | David Koepp                                | Gerald Molen, Colin Wilson                     |
| Jurassic Park III                   | 18 luglio 2001            | Joe Johnston              | Peter Buchman, Alexander Payne, Jim Taylor                 | Peter Buchman, Alexander Payne, Jim Taylor | Kathleen Kennedy, Larry Franco                 |
| Tetralogia di Jurassic World        |                           |                           |                                                            |                                            |                                                |
| Jurassic World                      | 12 giugno 2015            | Colin Trevorrow           | Rick Jaffa, Amanda Silver, Derek Connolly, Colin Trevorrow | Rick Jaffa, Amanda Silver                  | Frank Marshall, Patrick Crowley                |
| Jurassic World - Il regno distrutto | 22 giugno 2018            | Juan Antonio Bayona       | Derek Connolly, Colin Trevorrow                            | Derek Connolly, Colin Trevorrow            | Frank Marshall, Patrick Crowley, Belén Atienza |
| Jurassic World - Il dominio         | 10 giugno 2022            | Colin Trevorrow           | Emily Carmichael, Colin Trevorrow                          | Derek Connolly, Colin Trevorrow            | Frank Marshall, Patrick Crowley                |
| Jurassic World - La rinascita       | 2 luglio 2025             | Gareth Edwards            | David Koepp                                                | David Koepp                                | Frank Marshall, Patrick Crowley                |

### Trilogia diJurassic Park

#### Jurassic Park(1993)

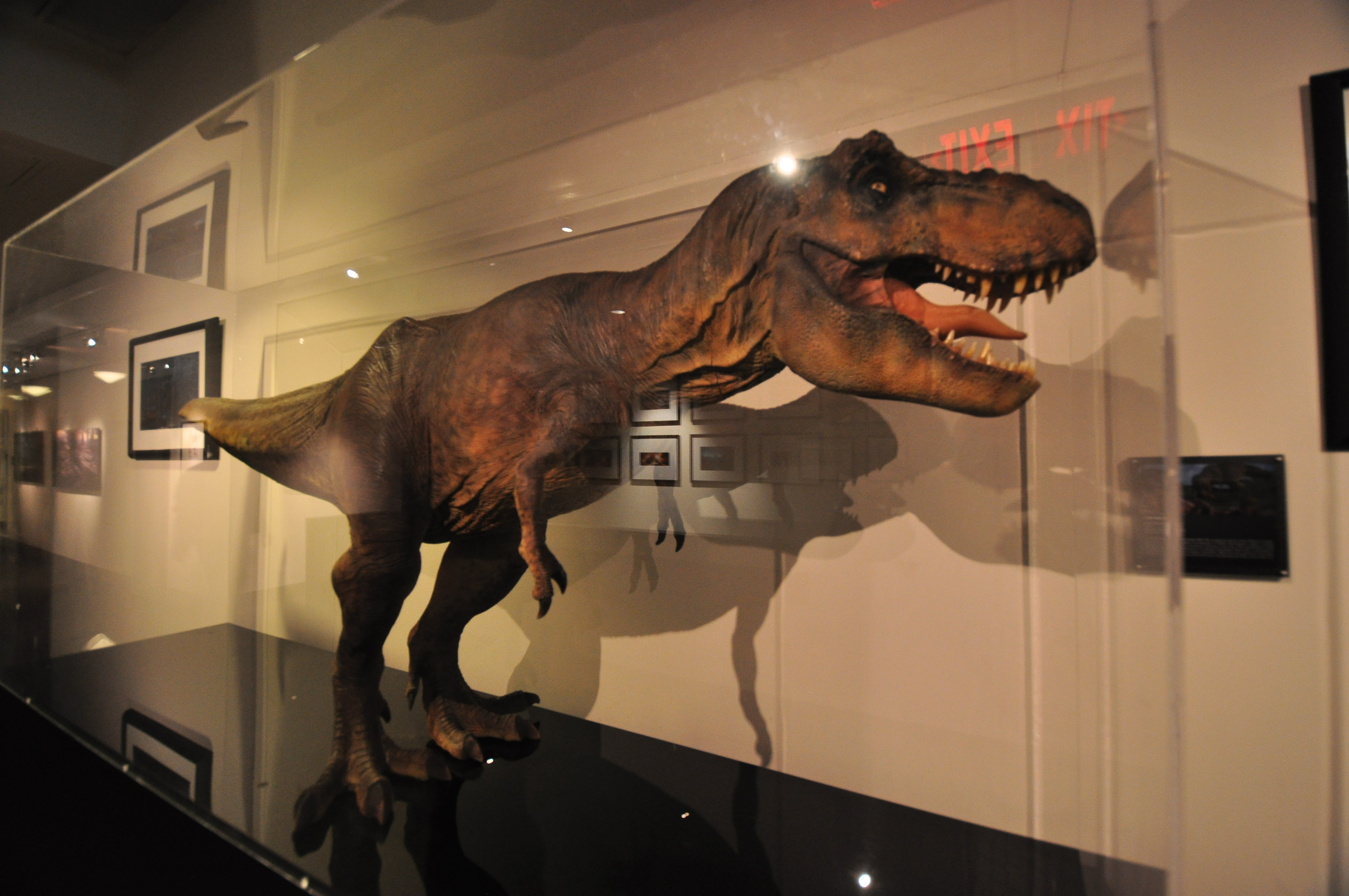
Un modello di T-Rex utilizzato come riferimento per l'animatronic del dinosauro in Jurassic Park, conservato presso la sede della Industrial Light & Magic a San Francisco

Spielberg acquistò i diritti del libro omonimo prima che questo venisse pubblicato nel 1990, e Crichton venne assunto per creare un adattamento cinematografico dell'opera. David Koepp scrisse la sceneggiatura finale, nella quale vennero persi molti tratti di violenza del libro e molta della parte narrativa; vi furono inoltre sostanziali differenze nel carattere dei personaggi. Spielberg assunse gli Stan Winston Studios per la creazione dei soggetti animatronici che avrebbero portato sullo schermo i dinosauri destinati a interagire con la nascente tecnica della computer-generated imagery della Industrial Light & Magic. Il paleontologo Jack Horner aiutò gli autori e la squadra responsabile degli effetti speciali a rendere il più veritiero possibile ciò con cui stavano lavorando. Le riprese durarono dal 24 agosto al 30 novembre 1992, in Kauai, Oahu e California.
Jurassic Park è considerato il primo grande film a fare uso di CGI. Ha ricevuto molte recensioni positive dai critici, i quali apprezzarono gli effetti speciali che ben interagivano con i personaggi e l'ambientazione, vinto 3 Oscar e altri numerosi premi. Durante la prima distribuzione nelle sale cinematografiche il film incassò 920 milioni di dollari contro i 60 milioni costati, diventando il maggior successo cinematografico dell'epoca e uno dei film con maggiori incassi nella storia del cinema; il record è stato battuto solo nel 1998 da Titanic.

#### Il mondo perduto - Jurassic Park(1997)
Dopo il successo ottenuto con il primo film, Crichton ebbe forti pressioni dai fan per un possibile secondo capitolo. Crichton, che non aveva mai scritto un secondo libro per i suoi romanzi, inizialmente rifiutò, fino a quando Spielberg non lo contattò. Così nel 1995 Il mondo perduto venne pubblicato in tutto il mondo, e la fase di produzione per il sequel venne avviata dallo stesso Spielberg a settembre del 1996. Spielberg contattò Joe Johnston per dirigere il film, ma in quel periodo il regista era impegnato con un altro progetto, Jumanji. Johnston si offrì nel dirigere la pellicola, ma la produzione di Jumanji si allungò, fin quando il regista decise di rinunciare alla possibilità offertagli. David Koepp, già sceneggiatore del primo episodio, scrisse la sceneggiatura finale, nella quale vennero persi molti tratti di violenza del libro e alcune scene del primo libro.
Alla sua uscita, il film ha riscosso un notevole successo, con un incasso a livello mondiale di 618638999 $, che lo rende tra i 100 maggiori incassi di tutti i tempi, secondo all'epoca solo allo stesso Jurassic Park sempre di Spielberg. A differenza del predecessore, tuttavia, il film ricevette giudizi misti da parte della critica.

#### Jurassic Park III(2001)
Il film è diretto da Joe Johnston, che sostituisce Spielberg alla regia. Johnston fu in trattative per dirigere il secondo capitolo della serie, Il mondo perduto, il quale fu poi diretto da Steven Spielberg. Nel 2000, il regista si avvicinò agli studios per dirigere il terzo episodio. Spielberg divenne produttore, lasciando il comando a Johnston che iniziò a lavorare al progetto. Le fasi di produzione si avviarono prima della fine dello script, pensato da David Koepp, il quale prevedeva una missione di salvataggio a Isla Sorna.
Alla sua uscita nelle sale, il 18 luglio 2001, il film ha incassato negli Stati Uniti circa 181 milioni di dollari, mentre è arrivato alla cifra di 368,8 milioni nel resto del mondo. Benché l'incasso sia riuscito a superare il budget di produzione, il film fu un parziale insuccesso di critica, la quale lo ha giudicato superficiale e con una trama priva di spessore, e ne è stato contestato il regista Joe Johnston.

### Tetralogia diJurassic World

#### Jurassic World(2015)
La prima persona a parlare di un possibile Jurassic Park 4 fu Steven Spielberg nel giugno 2002, ammettendo d'aver in mente alcune idee per le quali avrebbe voluto lo stesso Johnston nuovamente alla regia. William Monahan fu ingaggiato per scrivere la sceneggiatura, e furono distribuiti vari annunci riguardo all'uscita di un quarto capitolo per l'estate del 2005. Nel corso degli anni successivi il film rimase tuttavia in development hell per oltre un decennio, a causa delle numerose revisioni alla sceneggiatura. Nel settembre 2004, John Sayles fu chiamato a rivedere quanto fatto da Monahan. Egli scrisse due possibili trame: la prima prevedeva Deinonychus geneticamente modificati destinati a essere usati per delle missioni di salvataggio, mentre la seconda la splicing del DNA di umani e dinosauri per scopi militari. Entrambe furono abortite. Dopo la morte di Michael Crichton, il film sembrava essere stato annullato, ma nel 2011 Spielberg dichiarò che stava lavorando sul nuovo film e che sarebbe uscito nel giro di due o tre anni. Nel gennaio 2012 confermò che sarebbe stato produttore esecutivo del film. Il film è stato scritto da Rick Jaffa e Amanda Silver (autori di L'alba del pianeta delle scimmie), prodotto da Frank Marshall e Spielberg, e diretto da Colin Trevorrow. A marzo 2013 la Universal Studios annunciò il nuovo titolo ufficiale del film, Jurassic World.
La pellicola ebbe recensioni generalmente positive da parte della critica, e con un incasso di oltre 1,67 miliardi di dollari, divenne il film con maggiore incasso del franchise e 3° film con maggiori incassi nella storia del cinema (dal 2025 è passato al 10° posto).

#### Jurassic World - Il regno distrutto(2018)

Una scena del secondo film della tetralogia di Jurassic World

Dato il successo al box-office di Jurassic World, la Universal Pictures annunciò il 23 luglio il sequel del film, intitolato Jurassic World - Il regno distrutto. Chris Pratt, Bryce Dallas Howard, Jeff Goldblum, BD Wong e James Cromwell vestirono i panni di Owen Grady, Claire Dearing, il dottor Ian Malcolm, il dottor Henry Wu e il nuovo personaggio Benjamin Lockwood. Inoltre furono confermati anche Colin Trevorrow e Derek Connolly alla sceneggiatura, il primo anche come produttore esecutivo insieme a Steven Spielberg e Thomas Tull, mentre Frank Marshall, Belén Atienza e Patrick Crowley furono i produttori. Nel contempo fu anche confermato che Colin Trevorrow non avrebbe curato la regia, ma fu Juan Antonio Bayona a dirigere la pellicola.

#### Jurassic World - Il dominio(2022)
Il capitolo finale della serie ha visto il ritorno alla regia di Colin Trevorrow, investito anche del ruolo di produttore esecutivo insieme a Steven Spielberg; il cast artistico comprende Chris Pratt, Bryce Dallas Howard, Justice Smith, BD Wong e Isabelle Sermon, nonché il ritorno di Omar Sy (presente in Jurassic World, ma assente ne Il regno distrutto). Inoltre, Sam Neill, Laura Dern e Jeff Goldblum hanno ripreso i loro storici ruoli di Alan Grant, Ellie Sattler e Ian Malcolm, in un ruolo più importante rispetto al cameo del solo Goldblum nel film precedente. Il 10 febbraio 2022 è stato rilasciato il primo trailer del film e il film è uscito nelle sale italiane il 2 giugno dello stesso anno, mentre negli Stati Uniti il 10 giugno seguente.

#### Jurassic World - La rinascita(2025)
Jurassic World - Il dominio conclude la seconda trilogia cinematografica e la trama iniziata nella trilogia originale, anche se futuri film per il franchise non sono stati esclusi. Marshall ha affermato nel maggio 2020 che Jurassic World - Il dominio segnerà "l'inizio di una nuova era", in cui gli esseri umani dovranno adattarsi alla presenza dei dinosauri sulla terraferma. Marshall ha ribadito nel gennaio 2022 che potrebbero esserci più film: «Ci siederemo e vedremo quale è il futuro».
Trevorrow, sottolineando di aver trascorso nove anni lavorando alla trilogia di Jurassic World, ha dichiarato nel maggio 2022 che probabilmente non sarebbe tornato per un altro film, se non in un possibile ruolo di consulenza. Ha inoltre espresso interesse nel volere Howard per dirigere un film futuro. Ha anche suggerito che diversi personaggi introdotti in Il dominio potrebbero tornare per prodotti futuri, tra cui Kayla Watts (interpretata da DeWanda Wise), Ramsay Cole (Mamoudou Athie) e Soyona Santos (Dichen Lachman). Pratt e Howard non hanno intenzione di riprendere nuovamente i loro ruoli, e Neill ha detto che Il dominio sarebbe stato l'ultimo film in compagnia di Dern e Goldblum.
A gennaio 2024 la rivista The Hollywood Reporter ha rivelato dello sviluppo di un nuovo film, la cui data di uscita è stata fissata per il 2025, ha visto un nuovo cast e la sceneggiatura è stata scritta da David Koepp, che aveva già lavorato ai primi due film del franchise. Il 5 febbraio 2024 viene rivelato che il settimo capitolo uscirà il 2 luglio 2025 e lo stesso giorno vengono rivelate le trattative di far dirigere il film a David Leitch. Il 9 febbraio viene riferito che le trattative con Leitch sono saltate. Il 21 febbraio vengono rivelate e confermate le trattative di far dirigere il nuovo film a Gareth Edwards.

## Serie televisive

### Serie animate

#### LEGO Jurassic World - La leggenda di Isla Nublar(2019)
LEGO Jurassic World - La leggenda di Isla Nublar (Lego Jurassic World: Legend of Isla Nublar) è una serie animata non canonica composta da 13 episodi, basata sulla linea LEGO di Jurassic World, e funge da prequel del film. È stata trasmessa in Italia dal 7 maggio 2020 su Boing, e successivamente su Cartoon Network.

#### Jurassic World - Nuove avventure(2020-2022)
Nel 2020 è uscita una serie animata in computer grafica composta da 49 episodi, intitolata Jurassic World - Nuove avventure (Jurassic World: Camp Cretaceous), che funge da spin-off/midquel dei film Jurassic World e Jurassic World - Il regno distrutto, prodotta da Netflix e DreamWorks Animation.

#### Jurassic World - Teoria del caos(2024-2025)
Nel novembre 2023, durante l'evento virtuale Geeked Week di Netflix, è stata annunciata una nuova serie animata in computer grafica intitolata Jurassic World - Teoria del caos (Jurassic World: Chaos Theory), sequel di Nuove avventure. La serie è ambientata dopo gli eventi del film Jurassic World - Il regno distrutto (2018) e prima degli eventi del film Jurassic World - Il dominio (2022), e uscirà sulla stessa piattaforma di Netflix nel 24 maggio 2024.

#### Progetti cancellati

##### Escape from Jurassic Park
Dopo il successo del primo film, fu messa brevemente in cantiere la realizzazione di una serie televisiva animata dalla Universal Studios, che in quel periodo lavorava a Exosquad. La serie, dal titolo Escape from Jurassic Park, richiedeva l'approvazione definitiva di Spielberg prima di poter andare in produzione, ma quest'ultimo era stanco della promozione massiccia e del merchandising che ruotava attorno al film, e non volle guardarne il trailer. Pertanto il cartone non fu mai realizzato.

##### Jurassic Park: Chaos Effect
Nel 1998, la Kenner Products introdusse una serie di giocattoli chiamata Jurassic Park: Chaos Effect. La premessa riguardava alcuni ibridi di dinosauri realizzati da scienziati sfruttando il DNA di diverse creature. Fu progettata una serie animata che doveva accompagnare la distribuzione dei giocattoli, ma non fu prodotta per ragioni sconosciute.

### Serie live-action
Secondo quanto riferito, una serie televisiva live action basata sui film di Jurassic World era in fase di sviluppo a partire da marzo 2020. Tuttavia, Marshall disse due anni dopo che una serie del genere non era stata discussa e che la sua attenzione era concentrata sui film. Parlando di Nuove avventure, Marshall ha detto: "Penso che sia abbastanza per ora".

## Cronologia
Questa è una cronologia degli eventi canonici avvenuti nella serie:
- Jurassic World - Il dominio: Prologo (2021), scena introduttiva di Jurassic World - Il dominio ambientata nel Cretaceo dove si scopre come è morta l'antenata di Rexy (il Tyrannosaurus del primo film).
- Jurassic Park (1993)
- Il mondo perduto - Jurassic Park (1997)
- Jurassic Park III (2001)
- Jurassic World - La rinascita: Prologo (2025), scena introduttiva di Jurassic World - La rinascita ambientata nel 2010.
- Jurassic World (2015)
- Jurassic World - Nuove avventure (2020-2022), ambientato tra i film Jurassic World e Jurassic World - Il regno distrutto.
- Jurassic World - Nuove avventure: Missione interattiva (2022), ambientato tra la seconda e terza stagione della serie animata.
- Jurassic World - Il regno distrutto (2018)
- Battle at Big Rock (2019)
- Jurassic World - Teoria del caos (2024-2025), ambientato prima e durante il film Jurassic World - Il dominio.
- Jurassic World - Il dominio (2022)
- Jurassic World - La rinascita (2025), ambientato nel 2027.

## Personaggi e interpreti
Questa sezione include i personaggi che sono apparsi nella serie:
- La cella vuota e grigia scura indica che il personaggio non è presente nel film.
- C indica un cameo.
- O indica una versione più anziana del personaggio.
- P indica un'apparizione in fotografie sullo schermo.
- V indica un ruolo solo vocale.

### Serie cinematografica
| Personaggio          | Jurassic Park        | Jurassic Park                    | Jurassic Park     | Jurassic World      | Jurassic World                      | Jurassic World               | Jurassic World                |
| Personaggio          | Jurassic Park        | Il mondo perduto - Jurassic Park | Jurassic Park III | Jurassic World      | Jurassic World - Il regno distrutto | Jurassic World - Il dominio  | Jurassic World - La rinascita |
| -------------------- | -------------------- | -------------------------------- | ----------------- | ------------------- | ----------------------------------- | ---------------------------- | ----------------------------- |
| Alan Grant           | Sam Neill            |                                  | Sam Neill         |                     |                                     | Sam Neill                    |                               |
| Ian Malcolm          | Jeff Goldblum        | Jeff Goldblum                    |                   | Jeff GoldblumP      | Jeff GoldblumC                      | Jeff Goldblum                |                               |
| Ellie Sattler        | Laura Dern           |                                  | Laura DernC       |                     |                                     | Laura Dern                   |                               |
| John Hammond         | Richard Attenborough | Richard Attenborough             |                   |                     | Richard AttenboroughP               |                              |                               |
| Tim Murphy           | Joseph Mazzello      | Joseph MazzelloC                 |                   |                     |                                     |                              |                               |
| Lex Murphy           | Ariana Richards      | Ariana RichardsC                 |                   |                     |                                     |                              |                               |
| Henry Wu             | BD Wong              |                                  |                   | BD Wong             | BD Wong                             | BD Wong                      |                               |
| Lewis Dodgson        | Cameron Thor         |                                  |                   |                     |                                     | Campbell Scott               |                               |
| Robert Muldoon       | Bob Peck             |                                  |                   |                     |                                     |                              |                               |
| Ray Arnold           | Samuel L. Jackson    |                                  |                   |                     |                                     |                              |                               |
| Dennis Nedry         | Wayne Knight         |                                  |                   |                     |                                     |                              |                               |
| Donald Gennaro       | Martin Ferrero       |                                  |                   |                     |                                     |                              |                               |
| Mr. DNA              | Greg BursonV         |                                  |                   | Colin TrevorrowV    |                                     |                              |                               |
| Sarah Harding        |                      | Julianne Moore                   |                   |                     |                                     |                              |                               |
| Kelly Curtis Malcolm |                      | Vanessa Lee Chester              |                   |                     |                                     |                              |                               |
| Nick Van Owen        |                      | Vince Vaughn                     |                   |                     |                                     |                              |                               |
| Roland Tembo         |                      | Pete Postlethwaite               |                   |                     |                                     |                              |                               |
| Peter Ludlow         |                      | Arliss Howard                    |                   |                     |                                     |                              |                               |
| Ajay Sidhu           |                      | Harvey Jason                     |                   |                     |                                     |                              |                               |
| Robert Burke         |                      | Thomas F. Duffy                  |                   |                     |                                     |                              |                               |
| Dieter Stark         |                      | Peter Stormare                   |                   |                     |                                     |                              |                               |
| Eddie Carr           |                      | Richard Schiff                   |                   |                     |                                     |                              |                               |
| Paul Kirby           |                      |                                  | William H. Macy   |                     |                                     |                              |                               |
| Amanda Kirby         |                      |                                  | Téa Leoni         |                     |                                     |                              |                               |
| Eric Kirby           |                      |                                  | Trevor Morgan     |                     |                                     |                              |                               |
| Billy Brennan        |                      |                                  | Alessandro Nivola |                     |                                     |                              |                               |
| Udesky               |                      |                                  | Michael Jeter     |                     |                                     |                              |                               |
| M. B. Nash           |                      |                                  | Bruce A. Young    |                     |                                     |                              |                               |
| Cooper               |                      |                                  | John Diehl        |                     |                                     |                              |                               |
| Ben Hildebrand       |                      |                                  | Mark Harelik      |                     |                                     |                              |                               |
| Owen Grady           |                      |                                  |                   | Chris Pratt         | Chris Pratt                         | Chris Pratt                  |                               |
| Claire Dearing       |                      |                                  |                   | Bryce Dallas Howard | Bryce Dallas Howard                 | Bryce Dallas Howard          |                               |
| Barry Sembène        |                      |                                  |                   | Omar Sy             |                                     | Omar Sy                      |                               |
| Vic Hoskins          |                      |                                  |                   | Vincent D'Onofrio   |                                     |                              |                               |
| Gray Mitchell        |                      |                                  |                   | Ty Simpkins         |                                     |                              |                               |
| Zach Mitchell        |                      |                                  |                   | Nick Robinson       |                                     |                              |                               |
| Lowery Cruthers      |                      |                                  |                   | Jake Johnson        |                                     | Jake JohnsonP                |                               |
| Vivian Krill         |                      |                                  |                   | Lauren Lapkus       |                                     | Lauren LapkusP               |                               |
| Simon Masrani        |                      |                                  |                   | Irrfan Khan         |                                     |                              |                               |
| Karen Mitchell       |                      |                                  |                   | Judy Greer          |                                     |                              |                               |
| Zara Young           |                      |                                  |                   | Katie McGrath       |                                     |                              |                               |
| Maisie Lockwood      |                      |                                  |                   |                     | Isabella SermonP                    | Isabella Sermon, Elva TrillO |                               |
| Franklin Webb        |                      |                                  |                   |                     | Justice Smith                       | Justice Smith                |                               |
| Zia Rodriguez        |                      |                                  |                   |                     | Daniella Pineda                     | Daniella PinedaC             |                               |
| Benjamin Lockwood    |                      |                                  |                   |                     | James Cromwell                      |                              |                               |
| Eli Mills            |                      |                                  |                   |                     | Rafe Spall                          |                              |                               |
| Gunmar Eversoll      |                      |                                  |                   |                     | Toby Jones                          |                              |                               |
| Ken Wheatley         |                      |                                  |                   |                     | Ted Levine                          |                              |                               |
| Iris Carroll         |                      |                                  |                   |                     | Geraldine Chaplin                   | Geraldine ChaplinP           |                               |
| Sherwood             |                      |                                  |                   |                     | Peter Jason                         |                              |                               |
| Jack                 |                      |                                  |                   |                     | Robert Emms                         |                              |                               |
| Radovan              |                      |                                  |                   |                     | Conlan Casal                        |                              |                               |
| Kayla Watts          |                      |                                  |                   |                     |                                     | DeWanda Wise                 |                               |
| Ramsay Cole          |                      |                                  |                   |                     |                                     | Mamoudou Athie               |                               |
| Charlotte Lockwood   |                      |                                  |                   |                     |                                     | Elva Trill                   |                               |
| Soyona Santos        |                      |                                  |                   |                     |                                     | Dichen Lachman               |                               |
| Rainn Delacourt      |                      |                                  |                   |                     |                                     | Scott Haze                   |                               |
| Jeffrey              |                      |                                  |                   |                     |                                     | Joel Elferink                |                               |
| Denise Roberts       |                      |                                  |                   |                     |                                     | Freya Parker                 |                               |
| Angus Hetbury        |                      |                                  |                   |                     |                                     | Alexander Owen               |                               |
| Wyatt Huntley        |                      |                                  |                   |                     |                                     | Kristoffer Polaha            |                               |
| Shira                |                      |                                  |                   |                     |                                     | Varada Sethu                 |                               |
| Zora Bennett         |                      |                                  |                   |                     |                                     |                              | Scarlett Johansson            |
| Henry Loomis         |                      |                                  |                   |                     |                                     |                              | Jonathan Bailey               |
| Duncan Kincaid       |                      |                                  |                   |                     |                                     |                              | Mahershala Ali                |
| Martin Krebs         |                      |                                  |                   |                     |                                     |                              | Rupert Friend                 |
| Isabella Delgado     |                      |                                  |                   |                     |                                     |                              | Audrina Miranda               |
| Teresa Delgado       |                      |                                  |                   |                     |                                     |                              | Luna Blaise                   |
| Reuben Delgado       |                      |                                  |                   |                     |                                     |                              | Manuel Garcia-Rulfo           |
| Xavier Dobbs         |                      |                                  |                   |                     |                                     |                              | David Iacono                  |
| LeClerc              |                      |                                  |                   |                     |                                     |                              | Bechir Sylvain                |
| Nina                 |                      |                                  |                   |                     |                                     |                              | Philippine Velge              |
| Bobby Atwater        |                      |                                  |                   |                     |                                     |                              | Ed Skrein                     |

### Serie televisive
| Personaggio                   | Serie animate                                    | Serie animate                    | Serie animate                    |
| Personaggio                   | LEGO Jurassic World - La leggenda di Isla Nublar | Jurassic World - Nuove avventure | Jurassic World - Teoria del caos |
| ----------------------------- | ------------------------------------------------ | -------------------------------- | -------------------------------- |
| Owen Grady                    | Ian HanlinV                                      |                                  |                                  |
| Claire Dearing                | Britt McKillipV                                  |                                  |                                  |
| Hudson Harper                 | Nicholas HolmesV                                 |                                  |                                  |
| Danny Nedermeyer              | Adrian PetriwV                                   |                                  |                                  |
| Sinjin Prescott               | Andrew KavadasV                                  |                                  |                                  |
| Henry Wu                      | Vincent TongV                                    | Greg ChunV                       |                                  |
| Vic Hoskins                   | Alex ZaharaV                                     |                                  |                                  |
| Dennis Nedry                  | William KuklisVC                                 |                                  |                                  |
| Simon Masrani                 | DhirendraV                                       |                                  |                                  |
| Sedrick Masrani               | Shekhar PalejaV                                  |                                  |                                  |
| Allison Miles                 | Bethany BrownV                                   |                                  |                                  |
| Larson Mitchell               | Kirby MorrowV                                    |                                  |                                  |
| Line Jumper                   | Alison MatthewsV                                 |                                  |                                  |
| Dianne                        | Patricia DrakeV                                  |                                  |                                  |
| Robbie                        | Aidan DrummondV                                  |                                  |                                  |
| Mr. DNA                       | Vincent TongV                                    | Jeff BergmanV                    |                                  |
| Computer Interface            | Alison MatthewsV                                 |                                  |                                  |
| Alan Grant                    | Bradley DuffyVC                                  |                                  |                                  |
| Ian Malcolm                   | Adrian HoughVC                                   |                                  |                                  |
| Darius Bowman                 |                                                  | Paul-Mikél WilliamsV             | Paul-Mikél WilliamsV             |
| Brooklynn                     |                                                  | Jenna OrtegaV                    | Kiersten KellyV                  |
| Yasmina "Yaz" Fadoula         |                                                  | Kausar MohammedV                 | Kausar MohammedV                 |
| Kenji Kon                     |                                                  | Ryan PotterV                     | Darren BarnetV                   |
| Ben Fitzgerald Pincus         |                                                  | Sean GiambroneV                  | Sean GiambroneV                  |
| Sammy Gutierrez               |                                                  | Raini RodriguezV                 | Raini RodriguezV                 |
| Roxie                         |                                                  | Jameela JamilV                   |                                  |
| Dave                          |                                                  | Glen PowellV                     |                                  |
| Mae Turner                    |                                                  | Kirby Howell-BaptisteV           |                                  |
| Daniel Kon                    |                                                  | Andrew KishinoV                  | Andrew KishinoV                  |
| Kash D. Langford              |                                                  | Haley Joel OsmentV               |                                  |
| Lewis Dodgson                 |                                                  | Adam HarringtonV                 | Adam HarringtonV                 |
| Mitch                         |                                                  | Bradley WhitfordV                |                                  |
| Tiff                          |                                                  | Stephanie BeatrizV               |                                  |
| Hap                           |                                                  | Angus SampsonV                   |                                  |
| Hawkes                        |                                                  | Dave B. MitchellV                |                                  |
| Brandon Bowman                |                                                  | Benjamin Flores Jr.V             | Benjamin Flores Jr.V             |
| Fredrick Bowman               |                                                  | Keston JohnV                     |                                  |
| Eddie                         |                                                  | James Arnold TaylorV             |                                  |
| Zayna Mballo                  |                                                  |                                  | Anaiya AsomughaV                 |
| Gia                           |                                                  |                                  | Beatrice GrannòV                 |
| Barry Sembène                 |                                                  |                                  | Evan MichaelV                    |
| Aminata Mballo                |                                                  |                                  | Cherise BootheV                  |
| Ousmane Mballo                |                                                  |                                  | Samba ScuttheV                   |
| Soyona Santos                 |                                                  |                                  | Dichen LachmanV                  |
| Addestratrice di Atrociraptor |                                                  |                                  | Sumalee MontanoV                 |
| Dr. Sarr                      |                                                  |                                  | Ike AmadiV                       |
| Capitano Lang                 |                                                  |                                  | Stephen FuV                      |
| Mateo                         |                                                  |                                  | Eugene CorderoV                  |
| Carl                          |                                                  |                                  | Steve BlumV                      |
| Dudley Cabrera                |                                                  |                                  | Philip Anthony-RodriguezV        |
| Ronnie                        |                                                  |                                  | Carmen MooreV                    |
| Bobby Nublar                  |                                                  |                                  | Luis BermudezV                   |
| Nonna                         |                                                  |                                  | Isabella RosselliniV             |
| Davi                          |                                                  |                                  | Marwan SalamaV                   |

## Accoglienza

### Incassi
| Film                                | Data di uscita USA | Incassi ($)  | Incassi ($)    | Incassi ($) | Classifica   | Classifica | Budget ($) |
| Film                                | Data di uscita USA | Nord America | Internazionale | Mondiale    | Nord America | Mondiale   | Budget ($) |
| ----------------------------------- | ------------------ | ------------ | -------------- | ----------- | ------------ | ---------- | ---------- |
| Jurassic Park                       | 11 giugno 1993     | 407185075    | 697151153      | 1104379926  | 50           | 39         | 63000      |
| Il mondo perduto - Jurassic Park    | 23 maggio 1997     | 229086679    | 389552320      | 618638999   | 187          | 191        | 73000      |
| Jurassic Park III                   | 18 luglio 2001     | 181171875    | 187608934      | 368780809   | 304          | 436        | 93000      |
| Jurassic World                      | 12 giugno 2015     | 653406625    | 1018130819     | 1671537444  | 10           | 10         | 150000     |
| Jurassic World - Il regno distrutto | 22 giugno 2018     | 417719760    | 892746536      | 1310469037  | 41           | 23         | 432000     |
| Jurassic World - Il dominio         | 10 giugno 2022     | 376851080    | 625127000      | 1001978080  | 60           | 58         | 265000     |
| Jurassic World - La rinascita       | 2 luglio 2025      | 332464670    | 496651000      | 829115670   | 88           | 101        | 180000     |
| Totale                              | Totale             | 2597885764   | 4317061420     | 6914976376  | 10           | 11         | 1256000    |

### Critica
| Film                                | Rotten Tomatoes      | Metacritic         | CinemaScore |
| ----------------------------------- | -------------------- | ------------------ | ----------- |
| Jurassic Park                       | 91% (202 recensioni) | 68 (21 recensioni) | A           |
| Il mondo perduto - Jurassic Park    | 56% (153 recensioni) | 59 (18 recensioni) | B+          |
| Jurassic Park III                   | 49% (223 recensioni) | 42 (30 recensioni) | B-          |
| Jurassic World                      | 72% (359 recensioni) | 59 (49 recensioni) | A           |
| Jurassic World - Il regno distrutto | 47% (430 recensioni) | 51 (59 recensioni) | A-          |
| Jurassic World - Il dominio         | 29% (405 recensioni) | 38 (60 recensioni) | A-          |
| Jurassic World - La rinascita       | 51% (386 recensioni) | 50 (54 recensioni) | B           |

## Altri media

### Cortometraggi

#### LEGO Jurassic World: L'evasione di Indominus Rex
LEGO Jurassic World: L'evasione di Indominus Rex (Lego Jurassic World: The Indominus Escape), noto anche come LEGO Jurassic World: Fuga indomita è un film cortometraggio d'animazione LEGO basato su Jurassic World. In origine era una miniserie in cinque parti prima di essere fuso in un film distribuito con Jurassic World, pubblicato il 18 ottobre 2016 negli Stati Uniti.

#### Battle at Big Rock
Battle at Big Rock è un cortometraggio del 2019. Segue gli eventi di Jurassic World - Il regno distrutto. Narra di un primo incontro tra gli umani e i dinosauri.

### Fumetti
- Jurassic Park, miniserie a fumetti edita dalla Topps Comics.

### Videogiochi
- Jurassic Park (NES) (1993)
- Jurassic Park (SNES) (1993)
- Jurassic Park (Mega Drive) (1993)
- Jurassic Park 2: The Chaos Continues (SNES, Game Boy) (1994)
- The Lost World: Jurassic Park (1997)
- Trespasser (1998)
- Warpath: Jurassic Park (PlayStation) (1999)
- Jurassic Park III: Dino Defender (Microsoft Windows/Macintosh/PC) (2001)
- Jurassic Park III: Danger Zone! (Microsoft Windows/PC) (2001)
- Jurassic Park III: Island Attack (Game Boy Advance) (2001)
- Jurassic Park III: The DNA Factor (Game Boy Advance) (2001)
- Jurassic Park III: Park Builder (Game Boy Advance)
- Universal Studios Theme Parks Adventure
- Jurassic Park: Operation Genesis (2003)
- Jurassic Park: The Game (2011)
- Jurassic Park Builder (per Smartphone iOS e dopo Android) (2012)
- LEGO Jurassic World (2015)
- LEGO Dimensions (2015)
- Jurassic World: il gioco (iOS e Android) (2015)
- Jurassic World Alive (2018)
- Jurassic World Facts (IOS e Android) (2018)
- Jurassic World Evolution (Microsoft Windows, PlayStation 4, Xbox One, Nintendo Switch) (2018)
- Jurassic World: Aftermath (Oculus Quest) (2020)
- Jurassic World Evolution 2 (Microsoft Windows, PlayStation 4, PlayStation 5, Xbox One, Xbox Series X/S) (2021)

Nel 2001, lo studio Savage Entertainment progettò un gioco d'avventura dinamica intitolato Jurassic Park: Survival, successivamente cancellato per conflitti di pagamento con l'editore Vivendi; di esso esiste comunque un trailer.

## InGen

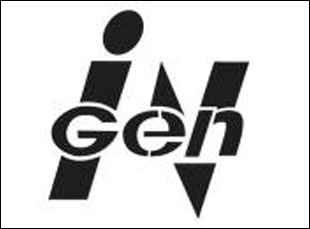
Logo della InGen

La InGen è un'azienda immaginaria di bioingegneria presente nei romanzi, nei film e nei prodotti derivati. La InGen nelle vicenda è l'azienda fondata dal miliardario statunitense di origine britannica John Hammond, poi fallita e acquisita dalla Masrani Global (accaduto nel film Jurassic World).
Nel film Jurassic Park sono gli studi della InGen a permettere la clonazione delle svariate specie di dinosauri che popolano il parco. Il sabotaggio di uno dei dipendenti, Dennis Nedry, provoca un incidente durante la visita inaugurale. Questo fa sì che il progetto del parco venga abbandonato, portando la InGen sull'orlo della bancarotta.
Nel film Il mondo perduto, nel 1997, si scopre che la InGen creava i dinosauri su un'altra isola gemella a quella in cui si trovava il parco, Isla Sorna, per poi trasferirli, una volta cresciuti, nell'altra. Dopo un grave incidente accaduto proprio su una spiaggia di Isla Sorna (la figlia di una famiglia benestante sbarcata per caso sull'isola, viene attaccata e gravemente ferita da un branco di piccoli Compsognathus longipes), gli amministratori della InGen decidono di togliere il controllo della società al recidivo John Hammond, ormai gravemente debilitato dalla vecchiaia, il quale aveva tentato in tutti i modi di preservare il Sito B dall'essere depredato delle creature che incredibilmente ancora lo popolavano.
L'isla Sorna viene presa di mira da uno spietato cacciatore di dinosauri, il nipote di Hammond, Peter Ludlow, il quale senza alcuno scrupolo pensa di trasferire gli animali dall'isola sulla terraferma, a San Diego, per farli esibire in un anfiteatro, e risollevare così le sorti della società.
La spedizione si rivela disastrosa, anche se Ludlow riesce a far catturare un Tyrannosaurus rex maschio e a imbarcarlo su di una nave diretta alla città Californiana. Arrivato al porto il T-Rex riesce a liberarsi e a generare il panico in tutta la città. Dopo quello che è stato bollato come "l'incidente di San Diego" e la morte di Ludlow, la InGen decide di modificare i propri orizzonti di investimento, affidando nuovamente la direzione a John Hammond, in modo da investire sulla salvaguardia del Sito B, piuttosto che sullo sfruttamento turistico.
Dopo la morte di John Hammond, nel 1998, la InGen viene acquistata dalla Masrani Global Corporation, che risolleva le sorti della società facendola specializzare in sistemi di sicurezza e bioingegneria genetica. Nello stesso anno vengono prodotti sul Sito B, degli esperimenti illegali da parte della InGen, danno vita alla creazione di alcune specie precedentemente mai realizzate come Ankylosaurus, Corythosaurus, Ceratosaurus e Spinosaurus.
Nel 2005 la InGen è stata inglobata dalla Masrani Global e ha aperto il Jurassic World, un parco con dinosauri viventi, proprio come il Jurassic Park, riscuotendo un enorme successo globale. Gli scienziati del parco sono guidati da Henry Wu, sopravvissuto all'incidente del primo film e diventato il leader della biogenetica mondiale. Nel 2015 l'azienda Masrani Global fallisce a causa della morte del capo Simon Masrani causata dall'incidente di quello che doveva essere una futura attrazione del parco per migliorare i profitti, l'Indominus rex.

## Attrazioni delJurassic World

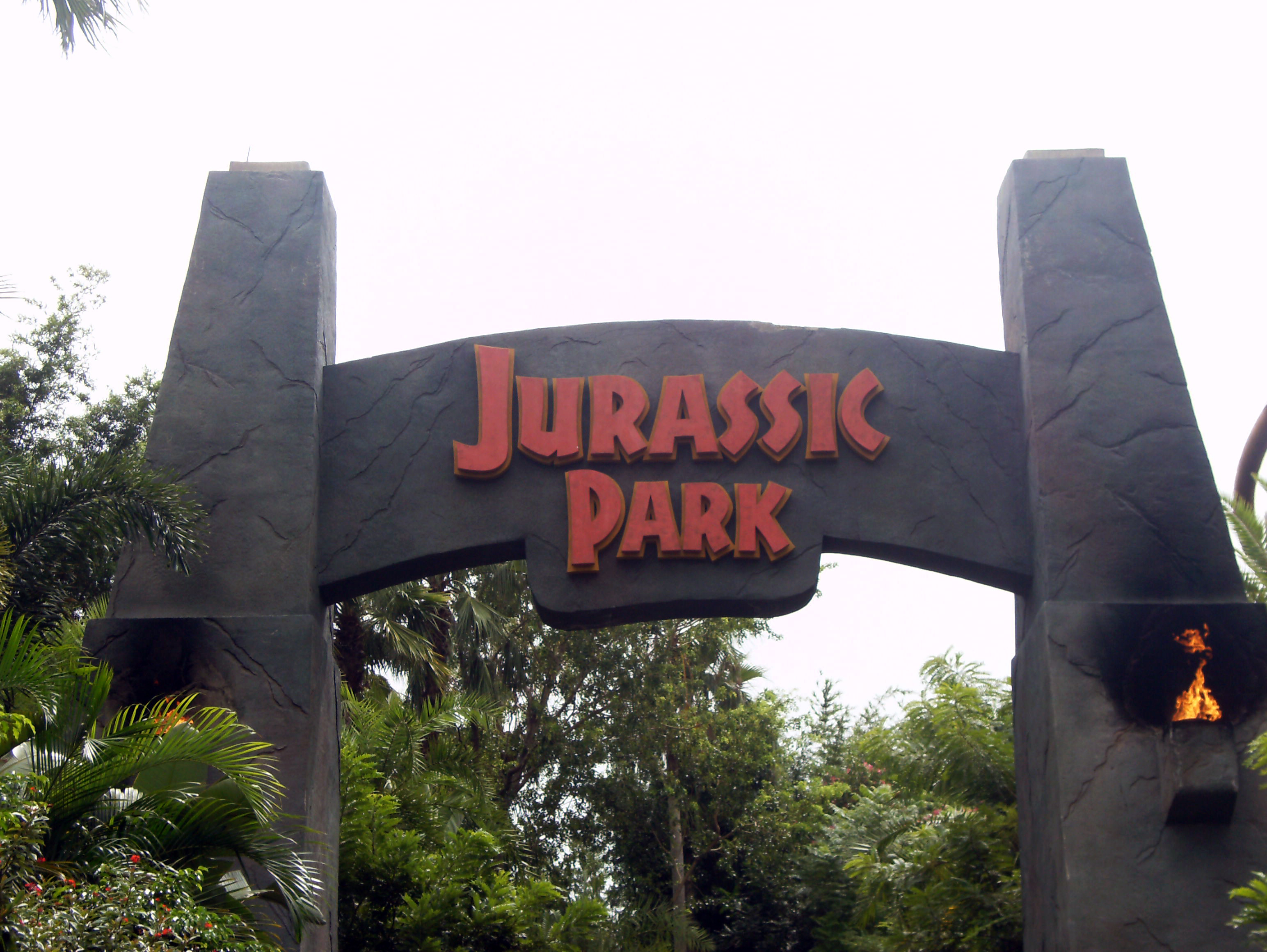
Entrata del parco a tema allo Universal's Islands of Adventure

Le attrazioni immaginate dagli autori per il parco dei dinosauri sull'isola nel film consistono in:
- Il regno del T-rex: è il recinto del Tyrannosaurus rex, lo stesso dinosauro creato per il Jurassic Park originale, il quale ha vissuto su quest'isola per ben ventidue anni e ora è presentato in un nuovo recinto. L'habitat è costituito principalmente da una folta foresta di conifere, ricostruendo un recinto più fedele all'ambiente nordamericano in cui vissero i Tirannosauri 65 milioni di anni fa. L'animale è facilmente osservabile tramite L'osservatorio giurassico mimetizzato come un tronco d'albero per non disturbare l'animale. Come nel primo film della serie, il T-rex viene alimentato tramite uno speciale ascensore sotterraneo che fa uscire ogni due ore prede vive per l'animale (in genere capre). Questa attrazione risulta essere emotivamente troppo forte per i bambini e alcuni adulti.[68]
- Mosasauro - Lo show del pasto: nella laguna artificiale del Jurassic World, indicata come contenente 11000000 l d'acqua salata, si trova la femmina di Mosasauro, attrazione principale dello show del pasto. Per questa lucertola marina di grandi dimensioni (quattordici tonnellate e dal morso da ben 6000 Kg/cm²), sono previsti dei pasti spettacolari: è nutrito ogni due ore in un anfiteatro acquatico, simile a quello dei moderni parchi acquatici, tramite una gru sopraelevata con esemplari di grandi squali bianchi, clonati direttamente nei laboratori del parco, questo viene spiegato come modo di evitare le proteste degli animalisti (non è spiegato di cosa si nutrano gli squali). Lo spettacolo continua anche nella sezione sottomarina, dove il Mosasauro è osservabile mentre nuota.[69]
- Valle dei Gallimimus: si tratta di un'area per safari di 31 chilometri quadrati, costituita da pianure erbose coperte qua e là da radi alberi, visitabile tramite convenzionali jeep o, per gli amanti dell'avventura, tramite girosfere, speciali veicoli a forma di sfera fatta in vetro con cui è possibile avvicinarsi agli animali. In questo speciale recinto-safari si possono ammirare grandi mandrie di placidi erbivori come i Gallimimus, gli Apatosauri, i Triceratopi, gli Anchilosauri, gli Edmontosauri, i Parasaurolophus e gli Stegosauri.[70]
- Crociera cretacea: è un percorso lungo il fiume che percorre tutta l'isola effettuabile in canoa o in kayak. Questa attrazione permette ai visitatori di avvicinarsi ai diversi dinosauri del parco, quali Microceratopi, Baryonyx, Suchomimus e Metriacantosauri. È inoltre possibile vedere i dinosauri residenti della Valle dei Gallimimus e dei Parasaurolofi bioluminescenti.[71]
- Arena dei Pachi: si tratta del recinto dei Pachicefalosauri dove i visitatori osservano questi animali e gli Stygimoloch scontrarsi a testate.[72]
- Paddock dei grandi carnivori: si sa poco sull'esistenza di tale attrazione e sul punto in cui questa è situato, l'esistenza di tale struttura è stata resa nota solo successivamente l’uscita del film Jurassic World tramite Jurassic World - Nuove avventure e i sequel del film, e la presenza di dinosauri sui quali non si sapeva dove fossero collocati nel parco, la struttura pare trattarsi di un grosso Paddock con grosse gabbie separate che contiene predatori come i Carnotauri, gli Allosauri, i Tetrafonei, i Ceratosauri, i Dilofosauri e i Tarbosauri.
- Voliera: una struttura costruita nel 2004 con un'area di quasi 40000 m², costruita interamente in ferro e vetro. Entro la voliera i visitatori possono osservare gli Pterosauri. Gli Pterosauri vengono nutriti ogni giorno con pesce fresco disponibile nelle acque all'interno della struttura, in modo che gli animali non attacchino le persone. I residenti di questa struttura sono Pteranodonti (già presenti nei film precedenti) e i Dimorfodonti.[73]
- Centro di Innovazioni Samsung: centro in cui attraverso mostre interattive viene spiegata ai visitatori la nascita, l'estinzione e la rinascita di molti dinosauri, custoditi su Isla Nublar. Qui si rivive il passato, e si sperimenta il futuro partecipando alle attività ad alta tecnologia del laboratorio.[74]
- Hammond Creation Lab: è il laboratorio dove prendono vita i dinosauri del Jurassic World. Qui gli scienziati sequenziano il DNA estratto dalle zanzare inglobate nell'ambra, dopodiché lo assemblano per creare embrioni da impiantare in uova di uccello (probabilmente di struzzo) non fecondate. Quindi le uova vengono riposte in appositi incubatoi dove si schiuderanno. I piccoli dinosauri che ne usciranno resteranno in una nursery finché non sono abbastanza grandi da essere rilasciati con gli adulti. Vi risulta esserci un tasso di nascita variabile fra due e cinque dinosauri alla settimana. Il laboratorio è aperto al pubblico ventiquattro ore su ventiquattro con Mr. DNA, personaggio cartoon già presente nel primo Jurassic Park, a fare da guida.[75]
- Main Street: si tratta del centro commerciale del Jurassic World ove si trova ogni genere di negozio. I visitatori possono cercare informazioni al Centro Visitatori, esplorare il Centro di Innovazioni Samsung, oppure provare gli hamburger negli otto caffè e dodici ristoranti presenti. Inoltre sono presenti numerosi negozi che vendono souvenir e altri prodotti come prendisole e protezioni solari. Nella Main Street si trova la fermata principale della monorotaia che attraversa tutto il parco. La piazza principale è sormontata da un gigantesco scheletro di uno Spinosauro.[76]
- Zoo dei cuccioli di Giganti Buoni: presso il Centro Visitatori, attrazione che permette di osservare, accarezzare e dare da mangiare i cuccioli di dinosauro erbivori. Per i bambini è stata offerta la possibilità di una gita in sella ai cuccioli di Triceratopo con casco obbligatorio.[77]
- Campo Cretaceo: attrazione che consisteva in un camping. Era in prova quando successe l'incidente del 2015. L'attrazione permette di osservare mandrie di Parasaurolofi, Stegosauri, Anchilosauri, Brachiosauri e Sinoceratopi.
- Recinto dell'Indominus: prevista come una futura attrazione dove sarebbe stato esposto il nuovo dinosauro, l'Indominus rex. Mai aperta a causa dello sviluppo degli eventi.